# 伊藤槙纪
伊藤槙纪（日语：／ Itō Maki，1984年9月8日—），日本女子乒乓球运动员。她曾代表日本参加2016年和2020年夏季残疾人奥林匹克运动会乒乓球比赛，其中2020年夏季残奥会获得一枚铜牌。